# Sentier Chasse-Pêche
Sentier Chasse-Pêche est un magazine mensuel de chasse et de pêche publié au Québec. Ce magazine est l'un des seuls du genre au Québec, et pour cette raison, il regroupe beaucoup de chasseurs et pêcheurs sportifs en province. Le magazine Sentier Chasse-Pêche compte plus de 460 000 lecteurs par numéro.
Le magazine a été créé en octobre 1971. Une deuxième revue est apparue dans les années 1980, mais elle a fusionné avec Sentier Chasse-Pêche. 
Le magazine offre 10 publications par année à ses lecteurs. En plus, des dossiers spéciaux sont préparés à chaque printemps et automne, respectivement l'Annuel de Pêche et l'Annuel de Chasse. Souvent, les articles invitent à découvrir les rivières et forêts du Québec. 
En 2009, Sentier Chasse-Pêche a lancé son nouveau portail web gratuit qui regroupe plusieurs vidéos, articles, éditoriaux ainsi que des compléments vidéos au magazine papier. 
En 2021, Sentier Chasse-Pêche célèbre son cinquantième anniversaire. L'équipe de rédaction comprend maintenant Sylvain Lessard à titre de rédacteur en chef, Jeannot Ruel en tant que rédacteur exécutif ainsi que Jasmin Perreault comme rédacteur adjoint. Les bureaux de la publication sont situés à Dolbeau-Mistassini. Le magazine a aussi modernisé sa présentation visuelle. 